# Kokkojärvi (sjö i Kuusamo, Norra Österbotten)
Kokkojärvi är en sjö i kommunen Kuusamo i landskapet Norra Österbotten i Finland. Arean är 35 hektar och strandlinjen är 5,44 kilometer lång. Sjön  ingår i Koundaälvens huvudavrinningsområde.   Den ligger omkring 220 kilometer nordöst om Uleåborg och omkring 710 kilometer norr om Helsingfors. 